# Proutiella
Proutiella là một chi bướm đêm thuộc họ Notodontidae. Chi này gồm các loài sau:
- Proutiella esoterica (Prout, 1918)
- Proutiella ilaire (Druce, 1885)
- Proutiella infans (Walker, 1856)
- Proutiella jordani (Hering, 1925)
- Proutiella latifascia (Prout, 1920)
- Proutiella repetita (Warren, 1905)
- Proutiella simplex (Walker, 1856)
- Proutiella tegyra (Druce, 1899)
- Proutiella vittula (Hübner, 1823)